# Tossinola pulchra
Tossinola pulchra är en stekelart som beskrevs av Viktorov 1958. Tossinola pulchra ingår i släktet Tossinola och familjen brokparasitsteklar. Inga underarter finns listade i Catalogue of Life.